# Găleșoaia, Gorj
Găleșoaia este un sat în comuna Câlnic din județul Gorj, Oltenia, România.
Acesta a dispărut în totalitate,în urma lucrărilor de excavație a cărbunelui din zona.
 Acest articol despre o localitate din județul Gorj este deocamdată un ciot. Puteți ajuta Wikipedia prin completarea lui.